# Reino de Nápoles
El Reino de Nápoles (en latín: Regnum Neapolitanum, en italiano: Regno di Napoli y en napolitano: Regno 'e Nàpule) fue un reino que, a partir de 1137, ocupó los territorios del antiguo ducado de Nápoles y del resto del Mezzogiorno peninsular. Tras la conquista normanda de Italia Meridional, y durante los primeros períodos de su existencia estuvo unido a la isla de Sicilia bajo el nombre de Reino de Sicilia. 
Posteriormente a los reyes normandos de la dinastía de Hauteville, el Estado pasó a ser gobernado por soberanos de la dinastía de los Hohenstaufen y por la dinastía Angevina, aún con el nombre de Reino de Sicilia hasta 1282, cuando, tras las Vísperas sicilianas, se fundó el Reino de Nápoles como resultado de la partición, incluyente todas las tierras peninsulares, del Reino de Sicilia. Su nombre oficial era Regnum Siciliae citra Pharum, es decir, «Reino de Sicilia a este lado del Faro [de Messina]», en oposición a la propia isla de Sicilia, llamada Regnum Siciliae ultra Pharum, o sea, «Reino de Sicilia más allá del Faro [de Messina]».

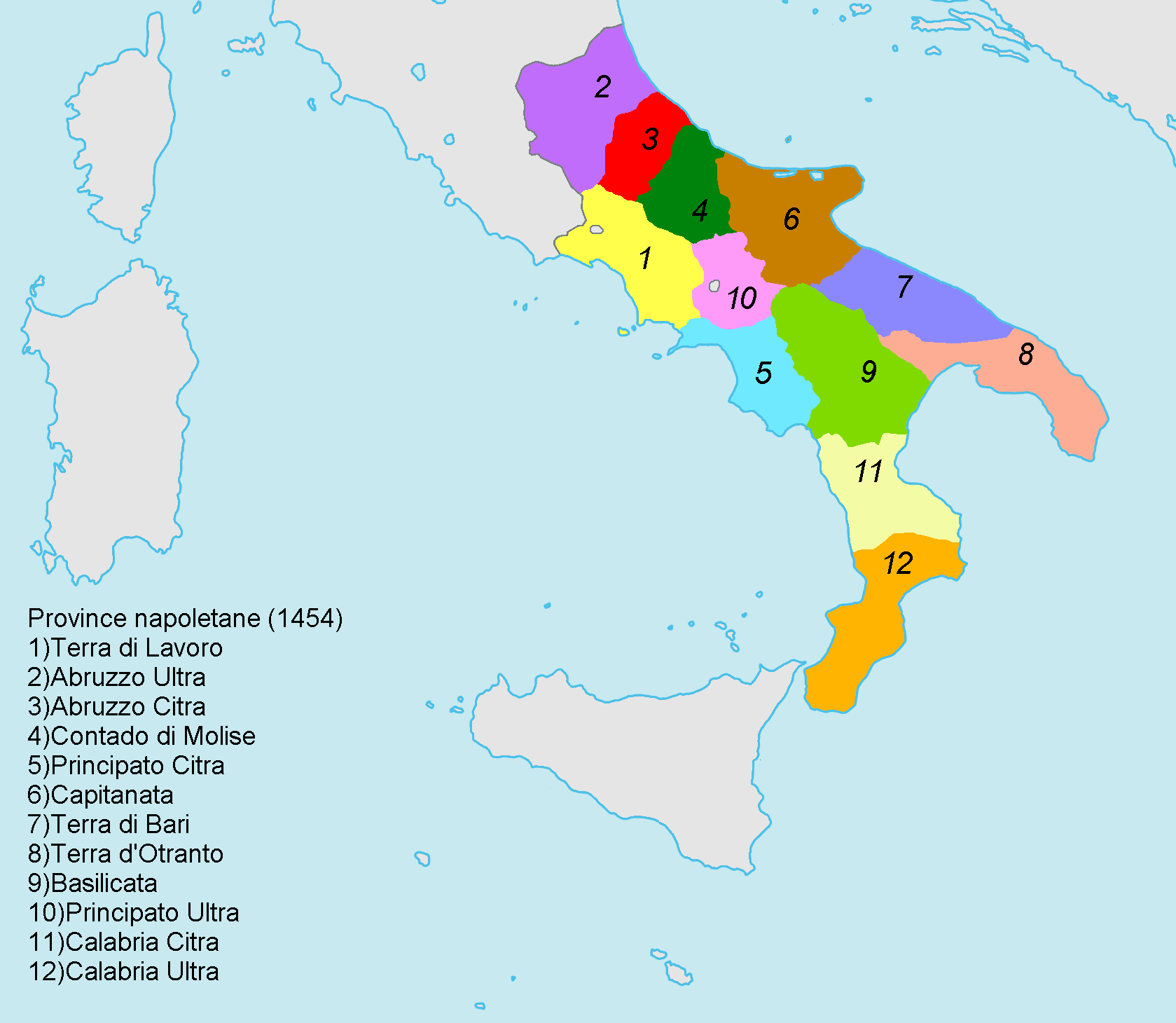
Organización territorial del Reino de Nápoles (en italiano) alrededor el año 1454.

En 1442, Alfonso V, rey de Aragón, en calidad de hijo adoptivo de la reina Juana II de Nápoles, conquistó el trono del reino, que, a diferencia del de Sicilia, había quedado hasta entonces como dominio de la dinastía Angevina, desde el año 1266. A partir de mediados del siglo XV, el Reino de Nápoles estuvo en poder de la Corona de Aragón, de la Corona de Francia, de la Monarquía Hispánica y de los Habsburgo de Austria, y finalmente fue independiente bajo la dinastía Borbón-Dos Sicilias, desde 1734 hasta 1861, año en que fue incorporado a la Italia unificada.

## Historia

### Periodo de la dinastía angevina

#### Carlos I

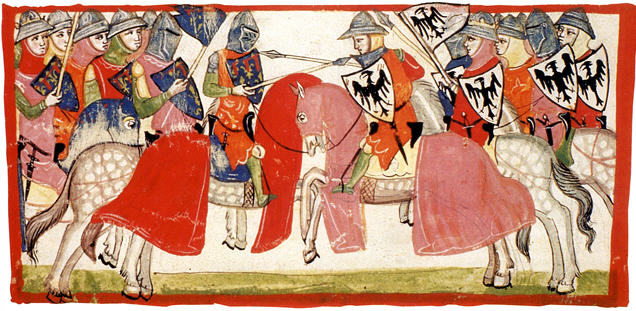
La batalla de Benevento (1266).

Muerto Inocencio IV en 1254, el nuevo papa francés Clemente IV, reivindicando derechos señoriales sobre el Reino de Sicilia (a partir de los primeros latifundios que la Iglesia de Roma poseía en la isla antes de la dominación árabe) llamó a Italia a Carlos I de Anjou, el cual, en 1266, fue nombrado por el obispo de Roma rex utriusque Siciliae. El nuevo soberano francés partió entonces a la conquista del Reino de Sicilia, derrotando primero a Manfredo de Sicilia en la batalla de Benevento (1266) y después a Conradino de Hohenstaufen en la batalla de Tagliacozzo, el 23 de agosto de 1268.
La Casa de Hohenstaufen, de la cual se extinguía la línea masculina con Conradino de Hohenstaufen, fue temporalmente apartada de la escena política italiana y los angevinos se aseguraron el dominio del Reino de las Dos Sicilias. La caída de Conradino, sin embargo, fue el principio de importantes acontecimientos, porque las ciudades sicilianas, que habían acogido benévolamente a Carlos I de Anjou después de la batalla de Benevento (1266), pasaron nuevamente a sostener al soberano suabo. La revuelta anti-angevina en la isla, motivada por la excesiva presión fiscal del nuevo gobierno francés, no tuvo consecuencias políticas inmediatas, pero fue el primer paso hacia la posterior guerra de las Vísperas sicilianas. La gran especulación financiera que la guerra había comportado (los angevinos estaban endeudados con los banqueros güelfos de Florencia) llevó a una serie de nuevas tasaciones y gabelas en todo el reino, que se sumaron a aquellas que el rey impuso cuando tuvo que financiar una serie de inciertas campañas militares en oriente, en la esperanza de someter a su dominio los restos del antiguo Imperio romano de Oriente. Entonces, en 1267, Carlos expulsó a los gibelinos de Florencia y, con el título de paciere de Toscana, asumió el cargo de podestà en muchas comunas, así como el de senador romano.
Con la muerte de Conradino de Hohenstaufen los derechos suabos sobre el Reino de las Dos Sicilias pasaron a una hija de Manfredo de Hohenstaufen, Constanza de Hohenstaufen, que el 15 de julio de 1262 se había casado con el rey Pedro III de Aragón. Los gibelinos de Sicilia, que precedentemente estaban organizados en torno a los suabos, fuertemente descontentos con la Casa de Anjou, buscaron el apoyo de Constanza y de los aragoneses para organizar la revuelta contra los angevinos. La guerra de las Vísperas sicilianas se inició en Palermo el 31 de marzo de 1282 y se extendió en toda Sicilia, hasta que en agosto el ejército de Carlos fue derrotado. Las poblaciones sicilianas nombraron como soberanos propios a Pedro III de Aragón y su mujer Constanza; de hecho, desde aquel momento, hubo dos soberanos con el título de rey de Sicilia, el aragonés por investidura de los barones sicilianos, que ocupaba la isla, y el francés, por investidura papal, en Sicilia Citerior.
El 26 de septiembre de 1282 Carlos de Anjou fue definitivamente derrotado por el ejército aragonés en Sicilia Ulterior y, pocos meses más tarde, el papa Martín IV excomulgó a Pedro III de Aragón; no obstante ello, a Carlos no le fue posible retornar a la isla y la sede regia angevina fue itinerante entre Capua y Bari durante unos años, hasta que, con Carlos II de Anjou, Nápoles fue elegida como nueva Corte de la monarquía y de las instituciones centrales en Sicilia Citerior.

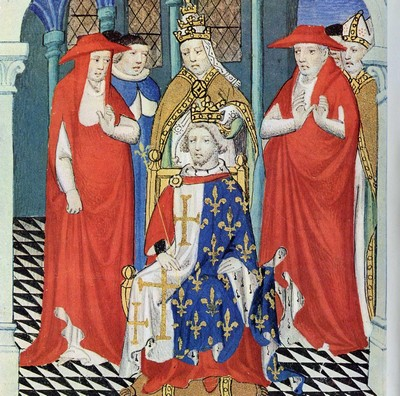
Carlos I de Anjou coronado por el papa Clemente IV.

Si bien las ambiciones angevinas en Sicilia Ulterior fueron impedidas por numerosas derrotas, Carlos de Anjou miró a consolidar su propio poder en la parte continental del reino, basando en la precedente política feudal güelfa parte de las reformas que ya la Casa de Hohenstaufen había implantado para reforzar la unidad territorial de Sicilia Citerior. Desde las primeras invasiones longobardas, buena parte de la economía del reino, en el Principado de Capua, en Abruzo y en el Condado de Molise, era gestionada por los monasterios benedictinos (Casauria, San Vincenzo al Volturno, Montevergine, Montecassino), que en muchos casos habían acrecentado sus privilegios hasta convertirse en auténticos señoríos locales, con soberanía territorial y en contraste con los feudatarios laicos vecinos. La Conquista normanda de Italia Meridional primero, las luchas entre el Antipapa Anacleto II, sostenido, entre otros, por los benedictinos, y el papa Inocencio II, y finalmente el nacimiento del Reino de Sicilia, minaron las bases de la tradición feudal benedictina.
En torno al siglo XII, derrotado Anacleto II, Inocencio II y los normandos incentivaron en Italia meridional el monaquismo cisterciense; muchos monasterios benedictinos fueron convertidos a la nueva regla que, limitando la acumulación de bienes materiales a lo necesario para la producción artesanal y agrícola, excluía la posibilidad de que los nuevos cenobios constituyeran patrimonios y señoríos feudales: el nuevo orden investía así el carácter favorable a reformas agrarias (bonificas, granjas), artesanado, mecánica y asistencia social, con valetudinaria (hospitales), farmacias e iglesias rurales. El monaquismo francés encontró entonces el sostén de los viejos feudatarios normandos que pudieron así contrastar activamente las ambiciones temporales del clero local: sobre este compromiso se estableció la política del nuevo soberano Carlos de Anjou; él fundó de su mano las abadías cistercienses de Realvalle (Vallis Recalis) en Scafati y Santa María de la Victoria en Scurcola Marsicana, y favoreció las afiliaciones de las históricas abadías de Sambucina (Calabria), Sagittario  (Basilicata), Sterpeto (Terra di Bari), Ferraria (Principado de Capua), Arabona (Abruzo) y Casamari (Estados Pontificios), difundiendo al mismo tiempo el culto de la Asunción de María en el Mezzogiorno. Concedió también nuevos condados y ducados a los militares franceses que sostuvieron su conquista del trono siciliano.

Escudo de Carlos I de Nápoles.

Los principales centros monásticos de producción económica quedaban así desvinculados de la administración de posesiones feudales y la unidad del reino, acabada la autoridad política benedictina, se fundaba entonces sobre las antiguas baronías normandas y sobre la reforma militar de Federico II Hohenstaufen. Carlos de Anjou en efecto conservó las antiguas jurisdicciones, acrecentando el poder de los respectivos presidentes: cada provincia tenía un justiciero que, además de ser el jefe de un importante tribunal, con dos cortes, era también el vértice de la gestión del patrimonio financiero local y de la administración del tesoro, recaudado por las tasaciones de las universidades (comunas). Abruzo fue dividido en Aprutium citra flumen Piscariae y Aprutium ultra flumen Piscariae; muchas de las ciudades gibelinas como Sulmona, Manfredonia o Melfi perdieron su papel central en el reino en favor de ciudades menores como San Severo, Chieti o L'Aquila mientras, en los territorios que habían sido bizantinos (Calabria y Apulia), se consolidó la tendencia política iniciada por la conquista normanda de Italia Meridional: la administración periférica que los bizantinos confiaban a un capilar sistema de ciudades y diócesis, entre el patrimonium publicum de los funcionarios y el patrimonium Ecclesiae de los obispos, de Cassanum a Gerace, de Barolum a Brindisi, fue sustituida definitivamente por el orden de la nobleza feudal terrateniente.
En el Mezzogiorno, las sedes de las jurisdicciones o de importantes archidiócesis (Benevento y Acheruntia), como también la nueva capital, quedaron como los únicos centros habitados dotados de peso político o actividades financieras, económicas y culturales (Salerno, Cosenza, Catanzaro, Regio de Calabria, Tarento, Bari, San Severo, Chieti, L'Aquila y Capua). Carlos perdió sin embargo, por las providencias pontificias, las últimas regalías del trono siciliano, como el derecho del soberano de nombrar a los administradores de las diócesis con sede vacante: hasta entonces, en el Mezzogiorno, tales privilegios eran sobrevivientes a la reforma gregoriana, por la cual solo el sumo pontífice debía gozar de la facultad de nombrar y deponer obispos (libertas Ecclesiae).

#### Carlos II
El 7 de enero de 1285 murió Carlos I de Anjou y le sucedió Carlos II de Anjou. Este renunció a la reconquista de Sicilia Ulterior e inició una serie de intervenciones legislativas y territoriales para adaptar Nápoles al papel de nueva capital del Estado: amplió los muros ciudadanos, redujo la presión fiscal e instaló la Gran Corte de la Vicaría.

#### Roberto I

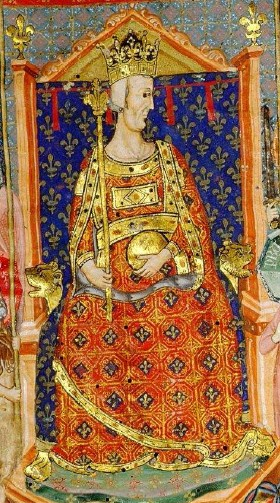
Roberto I de Nápoles.

En 1309 el hijo de Carlos II de Anjou, Roberto, fue coronado por Clemente V rey de Sicilia Citerior, todavía con el título de Rex Siciliae, como también con el de Rex Hierosolymae (rey de Jerusalén). En 1372, la nieta de Roberto, Juana I, y Federico IV de Sicilia Ulterior, suscribieron un tratado de paz que establecía el reconocimiento recíproco de las monarquías y de los respectivos territorios: Sicilia Citerior a los angevinos y Sicilia Ulterior a los aragoneses, extendiendo el reconocimiento de los títulos regios también a las respectivas líneas de sucesión. El rey Roberto designó heredero primero a Carlos de Calabria, y después de la muerte de este último, a Juana I de Sicilia Citerior, hija de Carlos.
En estos años, la ciudad de Nápoles reforzó su peso político en la península, también con el desarrollo de la propia vocación humanística. Roberto era muy estimado por los intelectuales italianos contemporáneos como Villani, Petrarca y Boccaccio.

#### Juana I
La heredera de Roberto, Juana I, se había casado con Andrés de Hungría, duque de Calabria y hermano del rey Luis I de Hungría, descendientes ambos de Carlos II de Anjou. A consecuencia de una misteriosa conjura, Andrés murió. Para vengar la muerte, el 3 de noviembre de 1347, el rey de Hungría llegó a Sicilia Citerior, con la intención de casarse con Juana. El soberano húngaro más veces pretendió de la Santa Sede la deposición de Juana I, el gobierno pontificio, residente entonces en Aviñón y políticamente ligado a la Casa de Anjou, confirmó el título de Juana no obstante las expediciones militares que el rey de Hungría envió a Italia.

Durazzo y otros territorios griegos del Reino de Nápoles en 1360.

La reina, por su parte, adoptó como hijo y heredero al trono a Carlos de Durazzo (nieto de Luis I de Hungría) hasta que los conflictos políticos y dinásticos que siguieron al Cisma de Occidente afectaron directamente al reino: en la corte y en la capital se enfrentaron un partido francófilo y un partido local, el primero declarado a favor de Clemente VII (antipapa) y encabezado por la reina Juana; el segundo, a favor del papa napolitano Urbano VI, que encontró el sostén de Carlos de Durazzo. Juana privó entonces a este de los derechos de sucesión en favor de Luis de Anjou, hermano del rey de Francia, coronado rey de Sicilia Citerior (rex Siciliae) por Clemente VII en 1381. Luis se trasladó a Italia a la muerte de Juana I, pero no pudo derrotar a Carlos y murió en 1384.

#### Carlos III
Carlos de Durazzo quedó como único soberano y dejó el Reino de Sicilia Citerior a sus hijos Ladislao y Juana para dirigirse a Hungría a reivindicar el trono: en el reino trasalpino fue asesinado en una conjura.

#### Luis II
Antes que los dos herederos Ladislao y Juana alcanzasen la mayoría de edad, la capital cayó en manos del hijo de Luis I de Anjou, Luis II de Anjou, coronado rey por Clemente VII (antipapa) el 1 de noviembre de 1389. La nobleza local hostigó al nuevo soberano y en 1399 Ladislao pudo reivindicar militarmente sus derechos al trono derrotando a Francia.

#### Ladislao I

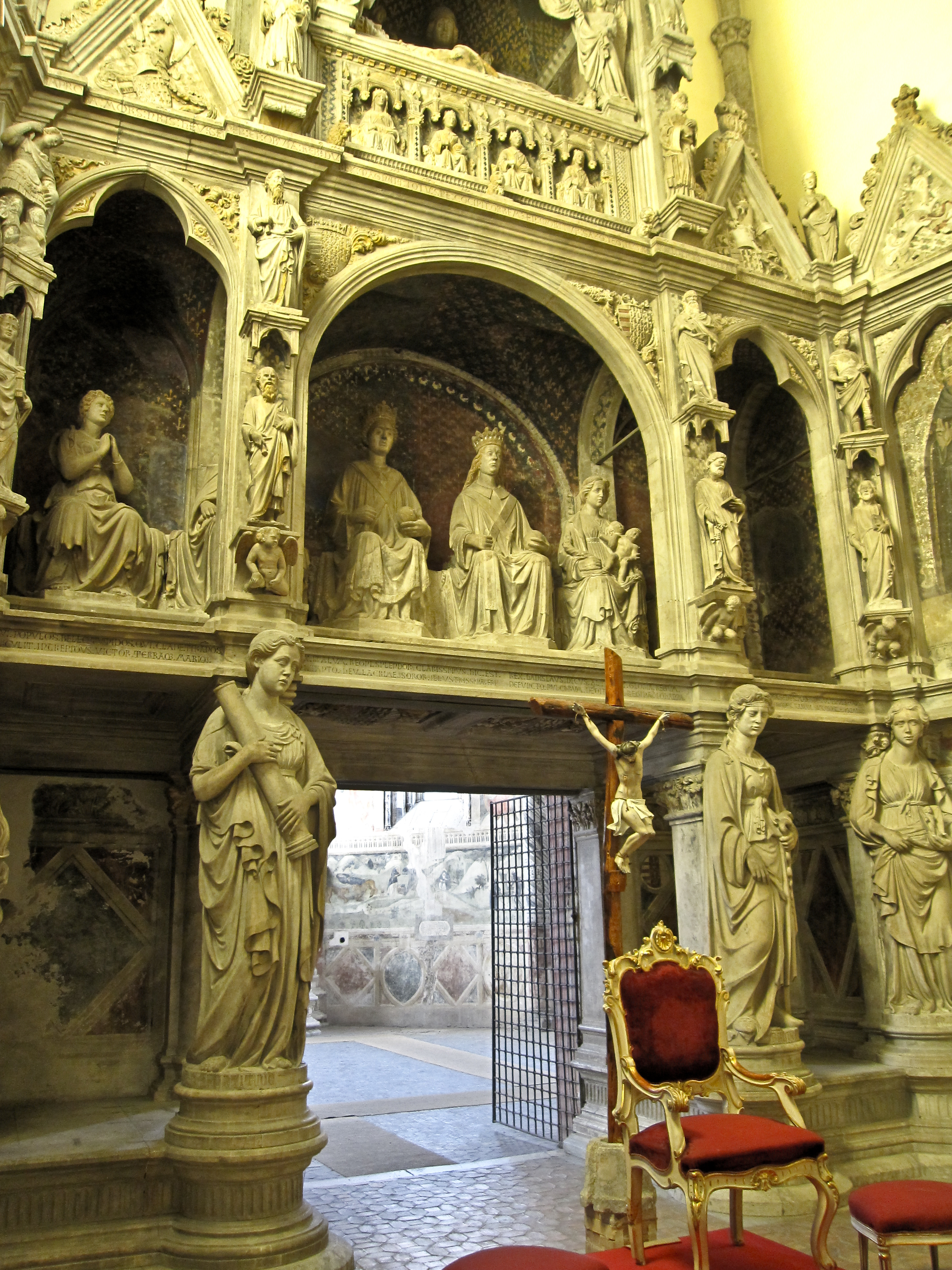
Mausoleo de Ladislao I, con la estatua del rey junto a la de su hermana Juana II. Iglesia de San Giovanni a Carbonara, Nápoles.

El nuevo rey supo restaurar la hegemonía napolitana en Italia interviniendo directamente en los conflictos de toda la península itálica: en 1408, llamado por el papa Inocencio VII para reprimir las revueltas gibelinas en Roma, ocupó buena parte del Lacio y de Umbría, obtuvo la administración de la provincia de Campaña y Marítima, y ocupó después Roma y Perugia, durante el pontificado de Gregorio XII. En 1414, después de haber derrotado definitivamente a Luis II de Anjou, último soberano a la cabeza de una liga organizada por el antipapa Alejandro V, reanudó el expansionismo partenopeo y llegó a las puertas de Florencia. Con su muerte no concurrieron sucesores a continuar sus empresas y los confines del reino volvieron al perímetro histórico.

#### Juana II
Sucesora de Ladislao I en 1414, su hermana Juana II se casó con Jaime de Borbón el 10 de agosto de 1415. Después que el marido intentase ostentar personalmente el título real, una revuelta en 1418 lo obligó a volver a Francia, donde se retiró en un monasterio franciscano. Juana quedó como monarca en 1419, pero los angevinos franceses no abandonaron sus pretensiones al trono napolitano. El papa Martín V llamó a Italia a Luis III de Anjou contra Juana, que no quería reconocer los derechos fiscales de los Estados Pontificios sobre su reino. La amenaza francesa acercó a Sicilia Citerior a la Corona de Aragón, tanto que la reina adoptó a Alfonso V de Aragón como hijo y heredero cuando Nápoles se encontró bajo el asedio de las tropas de Luis. Los aragoneses liberaron la capital en 1423, ocuparon el reino y alejaron la amenaza francesa; las relaciones con la corte local, empero, no fueron fáciles, tanto es así que Juana, expulsado Alfonso V, a su muerte dejó en herencia el reino al hermano de Luis III, Renato de Anjou.

#### Renato I
Con la muerte sin herederos de Juana II, el reino de Sicilia Citerior fue reclamado por Renato de Anjou, que reivindicaba la soberanía en cuanto hermano del hijo adoptivo de la reina de Sicilia Citerior, Luis III de Anjou, y Alfonso el Magnánimo rey de Aragón, rey de Cerdeña y rey de Sicilia Ulterior, también él hijo adoptivo de Juana II. La guerra que se desató afectó los intereses de los otros estados de la península, entre los cuales el señorío de Milán de Felipe María Visconti, que intervino primero en favor de los angevinos (batalla de Ponza), después definitivamente con la Casa de Aragón.

### Corona de Aragón

#### Alfonso I (V de Aragón)
En 1442, Alfonso V, de Aragón, conquistó Sicilia Citerior, reunificando el territorio del antiguo Estado normando-suabo bajo su cetro, con el título de Rex Utriusque Siciliae, estableciendo la capital en Nápoles e imponiéndose, no solo militarmente, en el escenario político italiano. De esta manera se incorporó el reino de Nápoles a la Corona de Aragón.
En 1447, Felipe María Visconti designó a Alfonso heredero del ducado de Milán, acrecentando formalmente el patrimonio de la Corona de Aragón. La nobleza de la ciudad lombarda, temiendo la anexión al reino de las Dos Sicilias, proclamó a Milán comuna autónoma, instaurando la República Ambrosiana; a las consecuentes reivindicaciones aragonesas y napolitanas se opuso Francia, que en 1450 dio el sostén político a Francesco Sforza para apoderarse militarmente de Milán y el ducado. El expansionismo otomano, que amenazaba las fronteras de las Dos Sicilias, impidió a la Casa de Aragón la intervención contra Milán, y el papa Nicolás V reconoció a Sforza como duque de Milán.

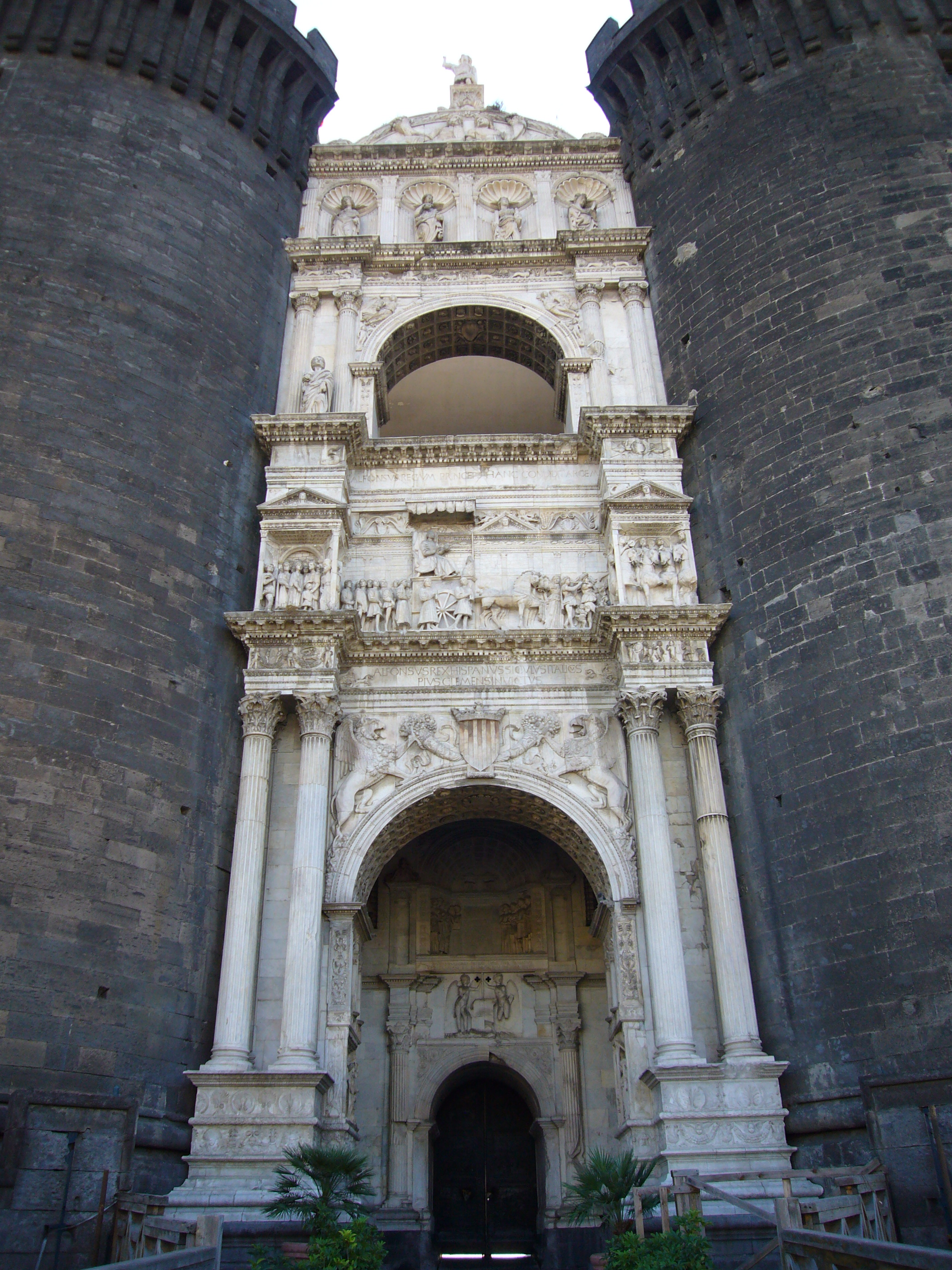
El Arco de Triunfo de Alfonso V de Aragón en la fachada del Castel Nuovo, Nápoles.

La corte de Nápoles en esta época fue una de las más refinadas y abiertas a las novedades culturales del Renacimiento: eran protegidos de Alfonso Lorenzo Valla, que denunció la falsedad histórica de la donación de Constantino, el humanista Antonio Beccadelli y el griego Manuel Crisoloras. A Alfonso se debe también la reconstrucción del Castel Nuovo. La tendencia administrativa del reino continua grosso modo la de la Casa de Anjou: fueron redimensionados sin embargo los poderes de las antiguas jurisdicciones (Abruzos Ultra y Citra, Condado de Molise, Terra di Lavoro, Capitanata, Principado Ultra y Citra, Basilicata, Terra di Bari, Terra d'Otranto, Calabria Ultra y Citra) que conservaron funciones prevalentemente políticas y militares. En cambio, en 1443, la administración de justicia fue devuelta a las cortes feudales, en la tentativa de reconvertir las antiguas jerarquías feudales en un aparato burocrático del Estado central. Es considerado otro importante paso hacia la unidad territorial en Sicilia Citerior la política del rey, volviendo a incentivar el pastoreo y la trashumancia: en 1447 Alfonso I de Sicilia Citerior dictó una serie de leyes, entre las cuales la imposición a los pastores abruceses y molisanos de invernar entre los confines sicilianos, en el Tavoliere, donde muchos de los terrenos cultivados fueron transformados también forzadamente en tierra de pastoreo. Instituyó también, con sede primero en Lucera y después en Foggia, la Aduana de las ovejas en Apulia y la importantísima red de caminos que del Abruzzo conducían a la Capitanata.
Estas providencias resolvieron la economía de las ciudades interiores entre L'Aquila y Apulia: los réditos económicos ligados al pastoreo trashumante del Apenino abrucés un tiempo se dispersaban en los Estados Pontificios, donde hasta entonces invernaban; con las providencias aragonesas, las actividades ligadas a la trashumancia se desarrollaron, prevalentemente entre los confines del reino, las actividades artesanales locales, los mercados y los foros entre Lanciano, Castel di Sangro, Campobasso, Isernia, Boiano, Agnone, Larino hasta el Tavoliere, y el aparato burocrático organizado en torno a la aduana, predispuesto al mantenimiento de los caminos y a la tutela jurídica de los pastores, deviene, sobre el modelo del Concejo de la Mesta ibérico, la primera base popular del Estado centralizado moderno en las Dos Sicilias. En menor medida el mismo fenómeno se verificó entre Basilicata y Tierra de Otranto y las ciudades (Venosa, Ferrandina, Matera) ligadas a la trashumancia hacia el Metaponto. A su muerte (1458) Alfonso dividió nuevamente las coronas que había unido, asignando a su hijo Ferrante el territorio italiano continental (reino de Sicilia de acá del faro) mientras la Corona de Aragón y las islas a su hermano Juan II de Aragón.

#### Ferrante

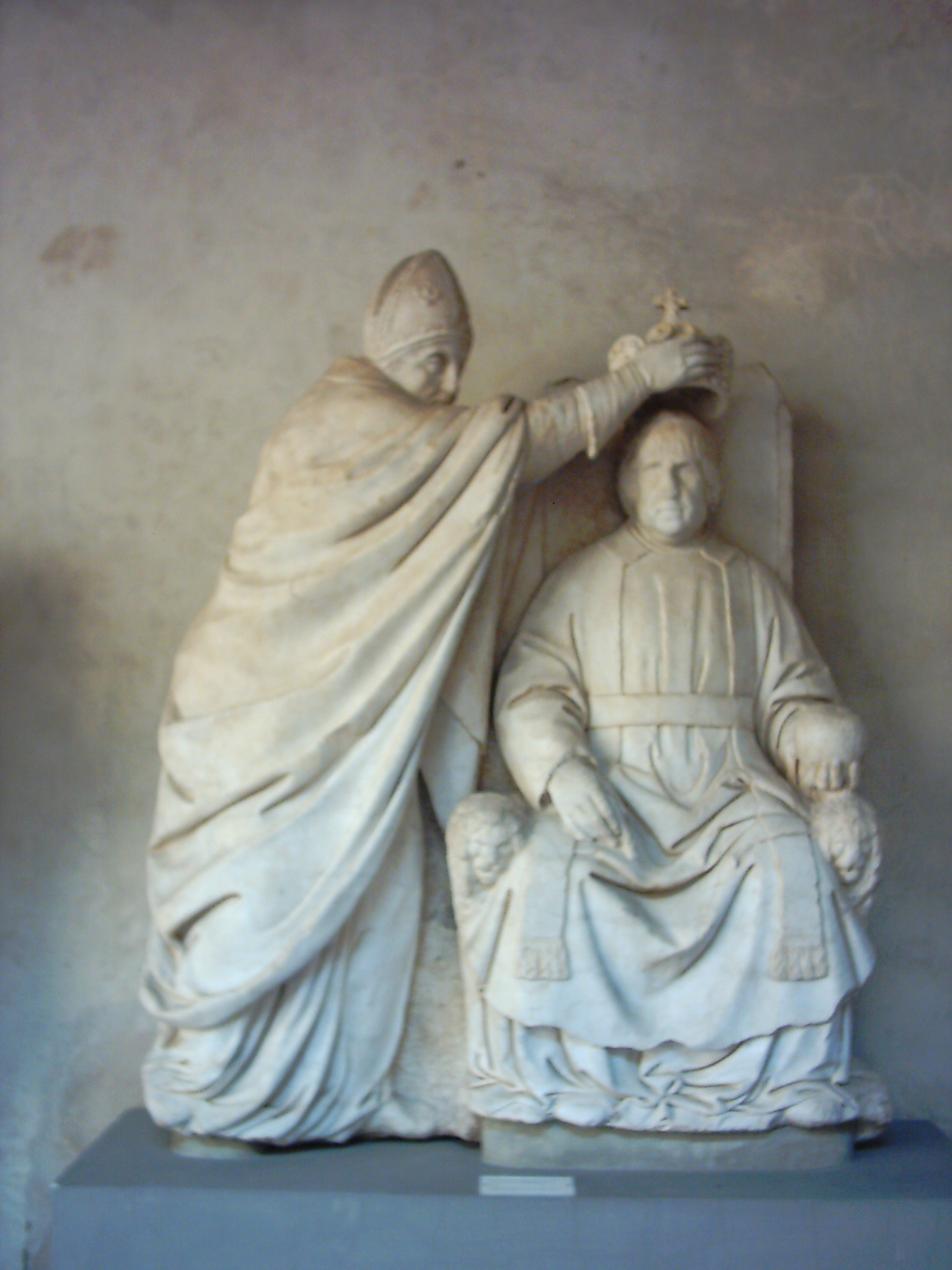
Coronación de Fernando I, obra de Benedetto da Maiano.

El rey Alfonso el Magnánimo dejó así un reino perfectamente insertado en la política italiana. La sucesión de su hijo Fernando I de Sicilia Citerior, llamado Don Ferrante, fue sostenida por el mismo Francesco Sforza; los dos nuevos soberanos intervinieron en la República de Florencia y derrotaron a las tropas del capitán mercenario Bartolomeo Colleoni que atacaba a los poderes locales; en 1478 las tropas napolitanas intervinieron nuevamente en Toscana para contrarrestar las consecuencias de la conjura de los Pazzi y después en Padania en 1484, aliados con Florencia y Milán, para imponer a Venecia la paz de Bagnolo.
El poder de Don Ferrante sin embargo corrió serio peligro durante su reinado, al ser amenazado por la nobleza de Campania; en 1485, entre Basilicata y Salerno, Francesco Coppola, conde de Sarno, y Antonello Sanseverino, príncipe de Salerno, con el apoyo de los Estados Pontificios y de la república de Venecia se pusieron a la cabeza de una revuelta con ambiciones güelfas y reivindicaciones feudales angevinas, contra la Casa de Aragón que, centralizando el poder en Nápoles, amenazaba a la nobleza rural. La revuelta es conocida como conjura de los barones y fue reprimida en 1487 gracias a la intervención de Milán y Florencia. Por un breve periodo la ciudad de L'Aquila pasó a los Estados Pontificios. Otra conjura francófila paralela, entre Abruzzo y Terra di Lavoro, fue encabezada por Giovanni Della Rovere en el Ducado de Sora, y terminó con la intervención mediadora del papa Alejandro VI. 
No obstante los conflictos políticos, Don Ferrante continuó en la capital el mecenazgo de su padre Alfonso: en 1458 sostuvo la fundación de la Academia Pontaniana, amplió la cerca ciudadana y construyó Porta Capuana. En 1465 la capital hospedó al humanista griego Constantino Lascaris y al jurista Antonio D'Alessandro, y en el resto del reino a Francesco Filelfo, Giovanni Bessarione. En la corte de los hijos de Fernando los intereses humanísticos tomaron sin embargo un carácter mucho más político, decretando entre otras cosas la adopción definitiva, al igual que en los demás Estados de la 
península, del dialecto toscano (conocido también como italiano, sobre todo a partir de la mitad del siglo XVI, por su función administrativa en todos los antiguos Estados italianos preunitarios) como lengua literaria también en Nápoles: y desde la segunda mitad del siglo XV la antología de rimas conocida como Raccolta aragonese, que Lorenzo de Medici envió al rey Federico I de Sicilia Citerior, en la cual se proponía a la corte partenopea el dialecto toscano como modelo de latín vulgar ilustre, de pareja dignidad literaria con el latín clásico. Los intelectuales napolitanos acogieron el programa cultural fiorentino, reinterpretando en modo original los estereotipos de la tradición toscana. Sobre el ejemplo de Boccaccio Masuccio Salernitano ya tenía en torno a la mitad del '400, una colección de novelas con invectivas contra las mujeres y las jerarquías eclesiásticas, tanto que su obra fue incluida en el índice de los libros prohibidos por la Inquisición. 

Escudo de Fernando I de Nápoles, constituido por la unión de las barras de Aragón con los símbolos angevinos del antiguo escudo napolitano, a los que se habían añadidos los escudos del Reino de Jerusalén y del Reino de Hungría, heredados por Ladislao I.

Ya desde la primera gran epidemia de peste de 1348 que sacudió Europa, las ciudades y la economía del Mezzogiorno extremo fueron duramente golpeadas, hasta convertir aquel territorio que desde la Magna Grecia fue por siglos uno de los más productivos del Mediterráneo, en una vasta campiña despoblada. Los territorios costeros llanos (llanura del Metaponto, Síbari, Sant'Eufemia) quedaron abandonados, estaban empantanados e infestados de malaria, a excepción de la llanura de Seminara, donde la producción agrícola y la pesca sostenían una débil actividad económica ligada a la ciudad de Regio de Calabria.
En 1444 Isabel de Chiaromonte se casó con Don Ferrante y aportó en dote a la corona napolitana el principado de Tarento, que a la muerte de la reina en 1465 fue suprimido y unido definitivamente al reino. En 1458 llegó al Mezzogiorno el caudillo albanés Georg Skanderbeg para apoyar al rey Don Ferrante en la revuelta contra los barones. Ya antes, Skanderbeg había venido a apoyar a la Corona aragonesa en Nápoles bajo el reinado de Alfonso el Magnánimo.
El mercenario albanés obtuvo en Italia una serie de títulos nobiliarios y las posesiones feudales anexas, que fueron refugio para las primeras comunidades de albaneses, a continuación de la derrota que Mahomet II infligió al partido cristiano en los Balcanes, se establecieron en zonas del Molise y de Calabria, hasta entonces despobladas.
En Apulia llegó una recuperación de las actividades económicas con la concesión del Ducado de Bari a Sforza Maria Sforza, hijo de Francesco Maria Sforza duque de Milán, ofrecido por Don Ferrante para confirmar la alianza entre Nápoles y la ciudad lombarda.

### La reivindicación de Carlos VIII y la invasión francesa

#### Alfonso II
A don Ferrante le sucedió su primogénito Alfonso II de Sicilia Citerior en 1494. En el mismo año, Carlos VIII de Francia llegó a Italia para desbaratar el delicado equilibrio político que los Estados de la península habían alcanzado en los años precedentes. La ocasión apuntó directamente a Sicilia Citerior: Carlos tenía un lejano parentesco con los angevinos reyes de Sicilia Citerior (su abuela paterna era hija de Luis II de Anjou, que intentó sustraer el trono partenopeo a Carlos III de Sicilia Citerior y a Ladislao), suficiente para poder reivindicar el título real. De parte de Francia se declaró también el duque de Milán, Ludovico Sforza, que había arrebatado a los herederos legítimos el ducado.

### Virreinato francés (1495 y 1501-1504)

#### Carlos IV (VIII de Francia)
El nuevo duque de Milán no se opuso a Carlos VIII de Francia, el cual se dirigió contra la Casa de Aragón; evitando la resistencia de la República de Florencia, el rey francés ocupó en trece días Campania y poco después entró en Nápoles: todas las provincias se sometieron al nuevo soberano, salvo las ciudades de Gaeta, Tropea, Amantea y Regio de Calabria. Los aragoneses se refugiaron en Sicilia Ulterior y buscaron el apoyo de Fernando el Católico. El expansionismo francés empujó también al papa Alejandro VI y Maximiliano de Austria a formar una liga contra Carlos VIII, para combatirlo. Esta finalmente lo derrotó en la batalla de Fornovo: al fin del conflicto, España ocupó Calabria, mientras la República de Venecia se adueñó de los puertos principales de la costa pullesa (Manfredonia, Trani, Mola, Monopoli, Brindisi, Otranto, Polignano y Gallipoli). Alfonso II de Sicilia Citerior murió durante las operaciones bélicas, en 1495, y Fernandino heredó el trono, pero lo sobrevivió un solo año, sin dejar herederos; en 1496 se convirtió en rey el hijo de don Ferrante y hermano de Alfonso II, Federico I de Sicilia Citerior, el cual debió nuevamente enfrentarse a las ambiciones francesas sobre Nápoles.

#### Luis IV (XII de Francia)
Luis XII de Francia había heredado el trono francés después de la muerte de Carlos VIII de Francia; habiendo el rey de Aragón, Fernando el Católico, llegado al trono de Castilla por su matrimonio con Isabel de Castilla, llegó a un acuerdo con los soberanos franceses pretendientes al trono de Sicilia Citerior para repartirse Italia.

Escudo de Luis XII de Francia como rey de Nápoles.

Luis ocupó el Ducado de Milán, donde capturó a Ludovico Sforza, y, de acuerdo con Fernando, se volvió contra Federico; un acuerdo entre franceses y españoles había previsto la partición de Sicilia Citerior entre las dos coronas: Abruzzo y Terra di Lavoro, además del título de Rex Hierosolymae y, por primera vez, de Rex Neapolis, pasarían al soberano francés, mientras que Apulia y Calabria, con los títulos ducales anexos, los obtendría el soberano español. Con tal tratado, el 11 de noviembre de 1500 el título de Rex Siciliae fue declarado caduco por el papa Alejandro VI y unido a la Corona de Aragón. Federico I de Sicilia Citerior se refugió en Ischia y, finalmente, cedió su propia soberanía al rey de Francia, a cambio de algunos feudos en la metrópoli francesa. Aunque los dos reyes aliados verificaron la ocupación del reino, no se pusieron de acuerdo en la interpretación del tratado de partición y quedó indefinida la suerte de la Capitanata y del Molise, cuya soberanía reivindicaban tanto franceses como españoles. Heredada la Corona de Castilla por Felipe el Hermoso, el nuevo rey español buscó un segundo acuerdo, con Luis XII de Francia, por el cual los títulos de rey de Nápoles y duque de Apulia y Calabria serían para la hija de Luis, Claudia, y Carlos V, su prometido (1502).

### Virreinato aragonés y español (1503-1707)

#### Fernando II
Las tropas españolas que ocupaban Calabria y Apulia, capitaneadas por Gonzalo Fernández de Córdoba y fieles a Fernando el Católico, no respetaron los nuevos acuerdos y expulsaron del Mezzogiorno a los franceses, a los cuales quedó solamente Gaeta hasta su definitiva derrota en la batalla del Garellano. Los tratados de paz que siguieron no fueron nunca definitivos, sino que establecieron al menos que, el título de rey de Nápoles, esperase a Carlos I de España y su futura mujer, Isabel. Fernando, sin embargo, quería poseer el reino, considerándose heredero legítimo de su tío Alfonso I de las Dos Sicilias y del antiguo Reino de las Dos Sicilias (Regnum Utriusque Siciliae).

Armas adoptadas por Fernando II de Aragón como rey de Nápoles en 1504.

La casa real aragonesa convertida en italiana se había extinguido con Federico y Nápoles cayó bajo el control de la Monarquía Hispánica, que instituyó un virreinato. El sur de Italia quedaría como posesión de los soberanos españoles en los siguientes 210 años, hasta el fin de la guerra de Sucesión Española (1713). La nueva estructura administrativa, fuertemente centralizada, se sostenía sobre el antiguo sistema feudal: los barones encontraron así el modo de reforzar su propia autoridad y privilegios, mientras el clero vio acrecentar su poder político y moral. Los órganos administrativos más importantes tenían sede en Nápoles y eran: el Consejo Colateral, similar al Consejo de Aragón, el órgano supremo en el ejercicio de las funciones jurídicas (compuesto por el virrey y tres jurisconsultos); el Tribunal de la Vicaría y el Tribunal del Sacro Regio Consejo.
Fernando el Católico, poseedor de los títulos de rey de Nápoles y rey de Sicilia, nombró a quien había sido hasta entonces gran capitán del ejército napolitano, Fernández de Córdoba, virrey, otorgándole los poderes del rey. Al mismo tiempo, Fernández de Córdoba dejó el título de gran capitán y el mando de las tropas reales de Nápoles se confió al conde de Tagliacozzo, Fabrizio Colonna, con el título de gran condestable y el encargo de conducir una expedición en Apulia contra la República de Venecia, que ocupaba algunos puertos adriáticos. La operación militar terminó con éxito y los puertos pulleses retornaron en 1509 al reino de Nápoles. El rey Fernando también restableció el financiamiento a la Universidad de Nápoles, disponiendo una contribución mensual de su tesoro personal de dos mil ducados al año, privilegio confirmado después por su sucesor Carlos III de Nápoles.
Sucedieron a Córdoba primero Juan de Aragón, que promulgó una serie de leyes contra la corrupción, combatió el clientelismo, prohibió el juego de azar y la usura, y después Raimundo de Cardona, que en 1510 introdujo la Inquisición en Nápoles y las primeras medidas restrictivas contra los judíos.

#### Carlos I de España, Carlos III de Nápoles

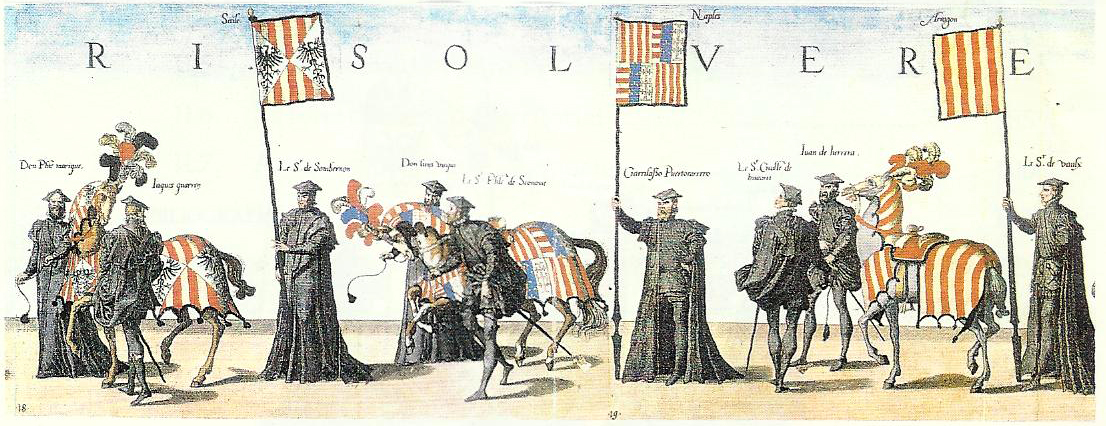
Guion y caballo engualdrapado con los emblemas heráldicos de Sicilia (izquierda), Nápoles (centro) y Reino de Aragón privativo (derecha) en las exequias por la muerte de Carlos I de España. En La Magnifique, et sumptueuse pompe funèbre faite aus obsèques, et funerailles du très grand, et très victorieus empereur Charles Cinquième, celebrées en la Ville de Bruxelles le XXIX. jour du mois de décembre M.D.LVIII par Philippes Roy Catholique d’Espaigne son fils, Jérôme Cock (dibujo), Jean y Luc de Dovar, (grabadores), Amberes, Cristóbal Plantino, 1559, LÁM. 18-19.

Carlos I de España o Carlos III de Nápoles, hijo de Felipe el Hermoso y Juana la Loca, por un complicado sistema de herencia y parentesco, se encontró gobernando pronto un vastísimo imperio: del padre obtuvo Borgoña y el Flandes, de la madre en 1516 Castilla, Aragón, los primeros establecimientos en América, el Reino de Nápoles (por primera vez con el título de Rex Neapolis), Sicilia y Cerdeña y además, dos años después, el Sacro Imperio Romano Germánico de su abuelo Maximiliano, como Carlos V de Habsburgo.
El reino de Francia, una vez más, vino a amenazar Nápoles y el dominio del emperador Carlos sobre el Mezzogiorno: los franceses, después de haber conquistado el Ducado de Milán al hijo de Ludovico el Moro, Maximiliano, fueron derrotados y expulsados de Lombardía por Carlos V tras las batallas de Bicoca y Pavía. El rey Francisco I de Francia en 1526 entró entonces en una liga, bendecida por el papa Clemente VII, llamada liga santa, con Venecia y Florencia, para expulsar a los españoles de Nápoles. Después de una primera derrota de la liga en Roma, los franceses respondieron con la intervención en Italia de Odet de Foix, que llegó a Nápoles asediando la ciudad, mientras la Serenísima República de Venecia ocupaba Otranto y Manfredonia. Cuando la flota genovesa, aliada de los franceses, se pasó al lado de Carlos V, el asedio de Nápoles se trasmutó en la enésima derrota de los enemigos de España, que llevó entonces al reconocimiento por parte de Clemente VII del título imperial del rey Carlos I de España. Venecia perdió definitivamente sus posesiones en Apulia (1528). Las hostilidades de Francia contra la dominación española en Italia sin embargo no cesaron: Enrique II de Francia, hijo de Francisco I de Francia, solicitado por Ferrante Sanseverino, príncipe de Salerno, se alió con el Imperio Otomano; en el verano de 1552 la flota turca al mando de Sinan Pachá sorprendió a la flota imperial, mandada por Andrea Doria y Juan de Mendoza, en el largo di Ponza, derrotándola.
La flota francesa sin embargo no logró alcanzar con la turca el objetivo de invadir el reino napolitano. En 1555, luego de una serie de derrotas en Europa, Carlos abdicó y dividió sus dominios entre Felipe II, a quien dejó España, las colonias de América, los Países Bajos Españoles, el Reino de Nápoles, el Reino de Sicilia y el Reino de Cerdeña, y Fernando I de Austria a quien dejó Austria, Bohemia, Hungría y el título de emperador.

#### Felipe II
En 1556, Felipe II crea el Consejo de Italia, integrando a Nápoles y al Reino de Sicilia (a los que posteriormente se sumaría el Estado de Milán), que hasta ese momento se encontraban en el Consejo Supremo de la Corona de Aragón. 
En 1557, durante el gobierno de Fadrique Álvarez de Toledo y Enríquez de Guzmán, se establecen los Presidios de Toscana, que quedan adscritos al reino.
El 16 de julio de 1599 llegó a Nápoles el nuevo virrey Fernando Ruiz de Castro. Su obra se limitó principalmente a operaciones militares contra las incursiones turcas en Calabria de Amurat Rais y Sinan Pascià.

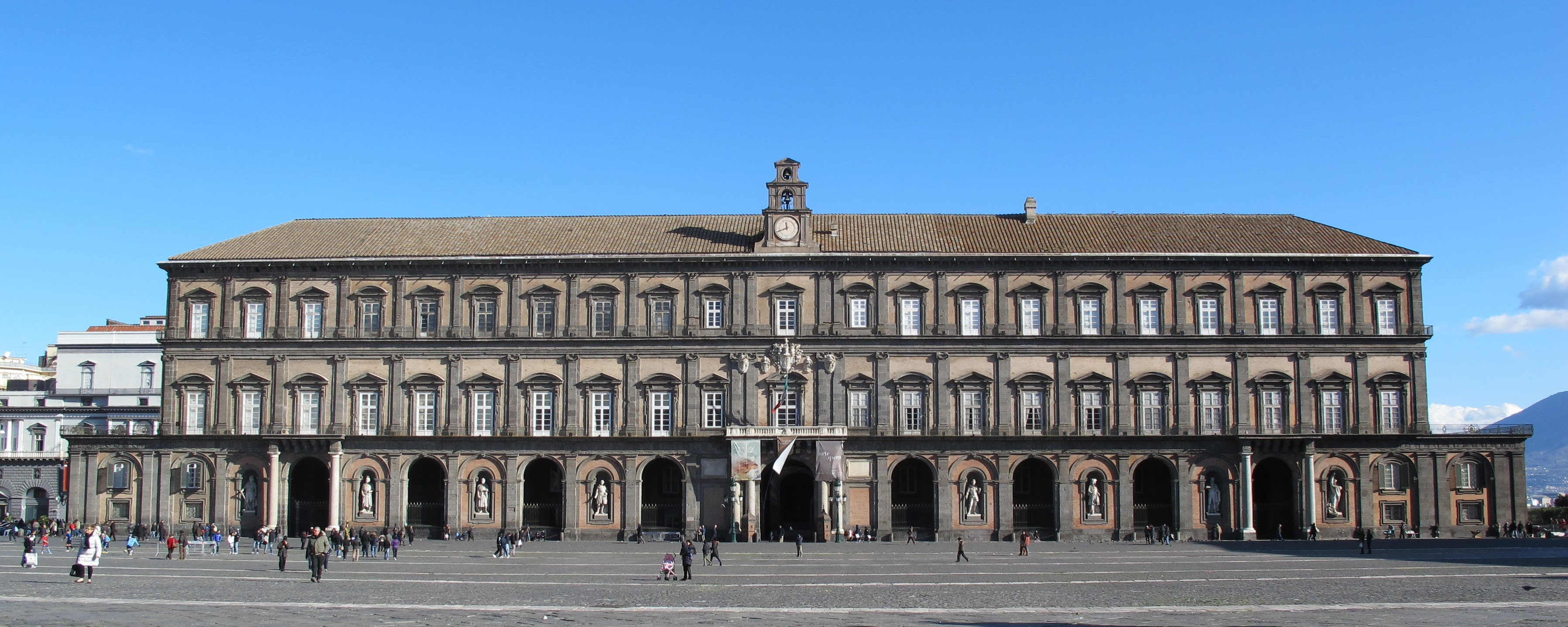
El Palacio Real de Nápoles, cuya construcción fue dispuesta por el virrey Fernando Ruiz de Castro.

En el mismo año de su nombramiento como virrey, el dominico Tommaso Campanella, que en La ciudad del Sol delineaba un estado comunitario basado sobre una presunta religión natural, organizó una conjura contra Fernando Ruiz de Castro con la esperanza de instaurar una república con capital en Stilo (Mons Pinguis). El filósofo y astrólogo calabrés ya había estado prisionero del Santo Oficio y confinado en Calabria: aquí con el sostén doctrinal y filosófico de la tradición escatológica Joaquina volvió a los primeros pasos para persuadir a monjes y religiosos a adherirse a sus ambiciones revolucionarias, fomentando una conjura que casi consigue sacudir no solo la orden dominica de Calabria entera, sino también las órdenes menores locales como Agustinos y Franciscanos, y a las principales diócesis de Cassano a Regio de Calabria. Fue la primera revuelta en Europa en declararse contra la orden de los jesuitas y su creciente autoridad espiritual y secular. La conjura fue reducida y Campanella se hizo pasar por loco. Pocos años antes (1576) en Nápoles fue procesado por herejía también otro dominico, el filósofo Giordano Bruno, cuyas especulaciones y tesis fueron admiradas sucesivamente por diversos estudiosos de la Europa luterana.
Ruiz de Castro inauguró además una política centrada en la financiación estatal para la construcción de diversas obras públicas: en Nápoles dispuso la construcción del nuevo palacio real en la actual Plaza del Plebiscito. El mandato de Pedro Téllez-Girón y de la Cueva se caracterizó principalmente por obras urbanísticas: construyó y sistematizó la viabilidad de la capital y de las provincias pullesas. Lo sucedió Juan de Zúñiga Avellaneda y Bazán, cuyo gobierno se orientó a recuperar el orden en las provincias: reprimió el bandidaje en los Abruzos con el apoyo de los Estados Pontificios y en Capitanata; modernizó la vialidad entre Nápoles y la Terra di Bari. En 1593 su ejército venció a los otomanos que intentaron invadir Sicilia.

#### Felipe III
Cuando Felipe III sucedió en el trono a su padre Felipe II de España, la administración del Virreinato de Nápoles estaba confiada a Enrique de Guzmán, conde de Olivares. El Reino de España estaba en su máximo esplendor, uniendo la Corona de Aragón y sus dominios italianos, a la Corona de Castilla y el Reino de Portugal. En Nápoles el gobierno español fue poco activo en los trabajos urbanísticos de la capital: Guzmán promovió la construcción de la Fuente de Neptuno, un monumento a Carlos I de Anjou y el ordenamiento de la vialidad.

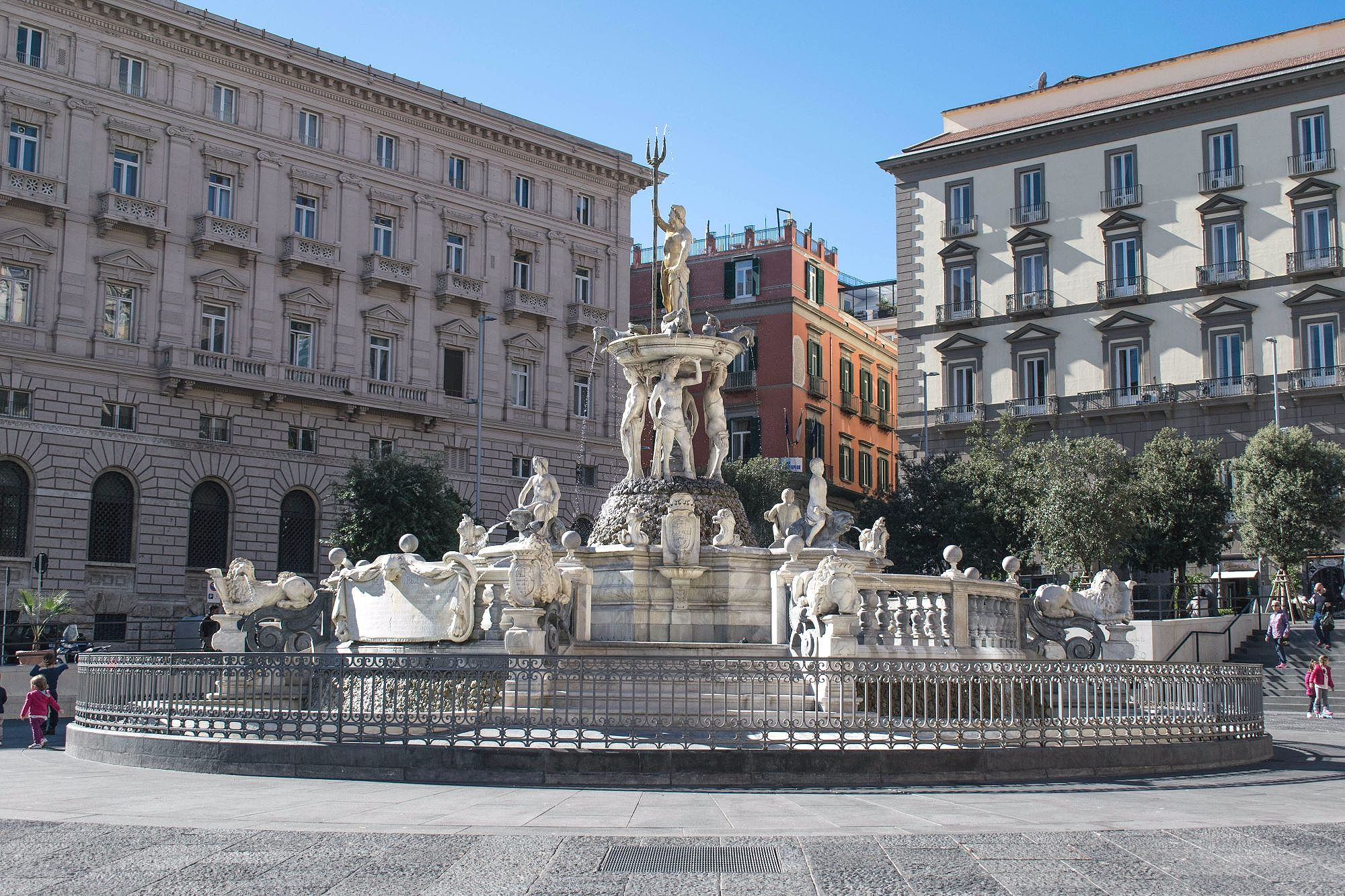
La Fuente de Neptuno, una de las obras promovidas por el Virrey Enrique de Guzmán.

Otro gobierno que actuó activamente con una discreta actividad política y económica en el reino de Nápoles fue el del virrey Juan Alonso Pimentel de Herrera. El nuevo virrey debió defender los territorios del Mezzogiorno de las incursiones navales turcas y apaciguar las primeras revueltas contra la fiscalidad, que en la capital comenzaban a amenazar el palacio. Para prevenir las agresiones otomanas condujo una guerra contra Albania, destruyendo Durazzo, donde buscaban asilo los piratas turcos y albaneses que agredían las costas del reino. En Nápoles intentó combatir la delincuencia, en aquellos años cada vez más crecida, también contra las disposiciones pontificias, oponiéndose al derecho de asilo que garantizaban los edificios de culto católico: por ello algunos de sus funcionarios fueron excomulgados.
A Pimentel siguió en 1610 Pedro Fernández de Castro, quien intervino principalmente en la ciudad de Nápoles, descuidando el interior. Ordenó la reconstrucción de la universidad, financiando un nuevo edificio y modernizando el sistema de enseñanza y de las cátedras. Floreció bajo su regencia la Academia de los Ociosos, a la cual adhirieron entre otros Marino y Della Porta. Construyó el colegio de los jesuitas llamado San Francisco Saverio y un complejo de fábricas en la porta Nolana. En Terra di Lavoro inició las primeras obras de saneamiento de la llanura del Volturno, confiando a Domenico Fontana el proyecto de los Regi Lagni.

#### Felipe IV

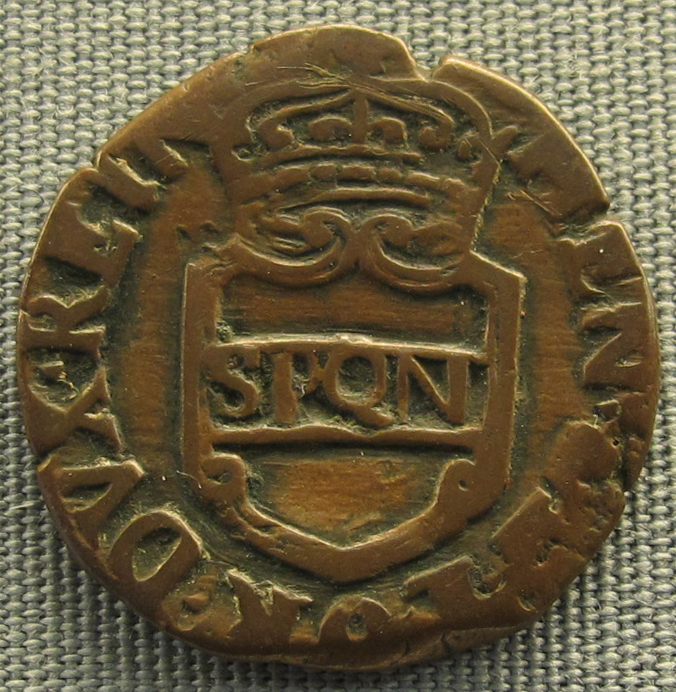
Escudo de la Serenísima República de Nápoles, creada algunos meses después de la revuelta popular instigada por Masaniello y Giulio Genoino contra el régimen virreinal español durante el reinado de Felipe IV.

Después de la muerte de Felipe III de España, le sucedió su hijo Felipe IV de España como rey y Antonio Álvarez de Toledo y Beaumont y Fernando Afán de Ribera y Enríquez como virreyes de Nápoles. Debieron afrontar el problema de un bandidaje en las provincias cada vez más difundido y radicado. Les siguió Manuel de Acevedo y Zúñiga, que financió las fortificaciones de los puertos de Barletta, Baia y Gaeta, con un gobierno fuertemente empeñado en el apoyo económico al ejército y a la armada. El fuerte empobrecimiento del tesoro estatal llevó, bajo la administración de Ramiro Núñez de Guzmán, a devolver los dominios reales al poder de los barones y al consecuente aumento de los poderes feudales. Durante el virreinato de Rodrigo Ponce de León, estalló la revuelta popular liderada por Masaniello, que vio la creación de una breve República Napolitana que duró solo unos meses (1647).

#### Carlos VI (II de España)
Bajo su reinado se recuerdan los virreinados de Fernando Fajardo y Álvarez de Toledo y de Francisco de Benavides, con políticas empeñadas en contener problemas ya endémicos como el bandidaje, clientelismo, inflación y hambre. 
Ya desde 1693 en Nápoles, como en el resto de los dominios españoles, se empezó a discutir la suerte del reino de Carlos II de España (VI de Nápoles) el cual dejaba los Estados de su corona sin herederos directos. En esta ocasión, en el Mezzogiorno comenzó a emerger una conciencia civil políticamente organizada, transversalmente compuesta tanto de los aristócratas como de los pequeños comerciantes y artesanos ciudadanos, declarada contra los privilegios y las inmunidades fiscales del clero (la relativa corriente jurídica es conocida a los historiadores como anticlericalismo napolitano) y deseosa de afrontar el bandolerismo. Esta especie de partido, a la muerte de Carlos VI, en 1700, se opuso al testamento del soberano español que designaba heredero de las coronas española y napolitana a Felipe V de Borbón, duque de Anjou, sosteniendo en cambió la pretensión de Leopoldo I de Habsburgo, del cual era legítimo heredero el futuro emperador de Austria, el archiduque Carlos. Tal posición política llevó al partido germanófilo napolitano a un explícito papel hispanófobo, seguido por la revuelta conocida como conjura de Macchia, luego fallida. Después de la crisis política, el gobierno español intentó con la represión restituir el orden en el reino, mientras la crisis financiera era cada vez más desastrosa. En 1702 quebró el Banco de la Anunciada; en estos años Felipe V de España, de viaje en Nápoles, en 1701 condonó las deudas de las universidades. Los últimos virreyes por cuenta de España fueron Luis Francisco de la Cerda, empeñado en reprimir el bandolerismo y el contrabando, y Juan Manuel Fernández Pacheco, cuyo mandato de gobierno fue impedido por la guerra y consecuente ocupación austriaca de 1706, siendo la última ciudad en rendirse Gaeta.

### Situación en Apulia y Calabria

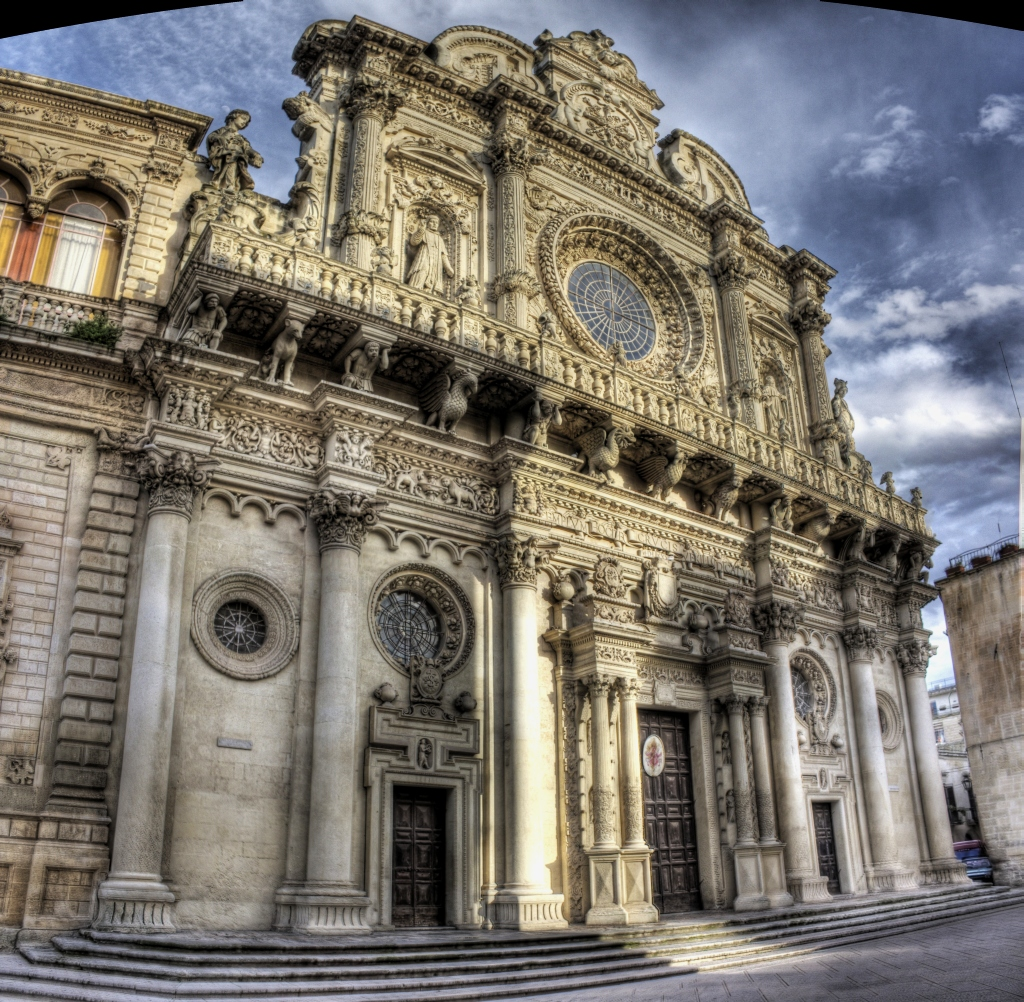
La Basílica de la Santa Cruz, el ejemplo más destacable del Barroco en Lecce.

Desde el siglo XVI la estabilización de los confines adriáticos, después de la batalla de Lepanto (1571) y el fin de las amenazas turcas sobre las costas italianas, llevaron, salvo raras excepciones, a un periodo de relativa tranquilidad en Italia meridional, durante el cual barones y feudatarios pudieron disfrutar los antiguos derechos señoriales para consolidar privilegios económicos y productivos.
Entre el siglo XVI y el siglo XVII surgió en Apulia y en Calabria aquella economía cerrada y provincial que caracterizó a las regiones hasta la unificación de Italia: la agricultura por primera vez deviene de subsistencia; los únicos productos destinados a la exportación eran aceite y seda, cuyos tiempos de producción estables, cíclicos y repetitivos no podían escapar al control de la aristocracia feudal. Así entre Terra di Bari y Terra d'Otranto la producción olearia incrementó un relativo bienestar, testimoniado por el capilar sistema de fincas rurales y, en las ciudades, por el reflorecer de las obras urbanísticas y arquitectónicas (Barroco leccese). Después de la pérdida de los dominios de la Serenísima República de Venecia en el Mediterráneo, los puertos de Brindisi y Otranto quedaron como un precioso mercado de Venecia para el aprovisionamiento de los productos agroalimentarios. Muy similar era la condición de Calabria, cuyas provincias, privadas de salidas comerciales y de puertos competitivos, vieron un desarrollo parcial en la sola zona de Cosenza.
En torno a las clases más pudientes floreció un particular tipo de humanismo, fuertemente conservador, caracterizado por el culto de la tradición clásica latina, de la retórica y del derecho. Ya antes del nacimiento de los seminarios, sacerdotes y aristócratas laicos subvencionaban centros de cultura que constituyeron, en Apulia y Calabria, la única forma de modernización civil que las innovaciones administrativas y burocráticas de la Casa de Aragón demandaban, mientras la economía y el territorio quedaban excluidos de los cambios producidos en el resto de Europa.
Desde el siglo XV desaparecían los últimos rastros de la tradición religiosa griega: en 1467 la diócesis de Hieracium abandonaba el uso del rito bizantino en la liturgia en favor del rito latino, en 1571 la diócesis de Rossano, en 1580 la arquidiócesis de Regio de Calabria, en 1586 la arquidiócesis de Siponto y poco después la de Otranto. La latinización eclesiástica del territorio iniciada con los normandos, continuada con los angevinos, se completó en el siglo XVII, paralelamente a la fuerte concentración de poder en manos de la aristocracia feudal, entre Regio y Cosenza. En estos años Tommaso Campanella sacudió tales diócesis, con el sostén de especulaciones astrológicas y filosóficas orientales, en la revuelta contra la dominación española de Italia y la Compañía de Jesús.

### Dominio austríaco

Mapa político de Europa después del Tratado de Utrecht, con el Reino de Nápoles cedido al Archiducado de Austria.

El Tratado de Utrecht, de 1713, puso fin a la guerra de sucesión española: según los acuerdos firmados, el reino de Nápoles quedaba bajo el control de Carlos VI del Sacro Imperio Romano Germánico con Cerdeña; Sicilia, en cambio, pasaba a la Casa de Saboya, restableciendo la identidad territorial de la corona del Rex Siciliae, con la condición de que, una vez extinta la descendencia masculina de los Saboya, la isla y el título real anexo serían devueltos a la Corona española. Con la paz de Rastatt, un año después también Luis XIV de Francia reconoció los dominios austriacos en Italia. En 1718 Felipe V de España intentó restablecer su dominio en Nápoles y Sicilia con el sostén de su primer ministro Giulio Alberoni: contra España intervinieron sin embargo directamente Gran Bretaña, Francia, Austria y Holanda, que derrotaron a la flota de Felipe V en la batalla del cabo Passaro. Luego, la Casa de Austria y la Casa de Saboya permutaron las islas de Sicilia y Cerdeña; y Carlos de Borbón fue designado heredero del Ducado de Parma y Piacenza.
El inicio del dominio austriaco está caracterizado por tener que afrontar una situación financiera desastrosa, realizando una profunda reforma en las jerarquías políticas del Estado napolitano, a la cual siguió un discreto desarrollo de los principios ilustrados y reformadores. Fueron desde entonces difundidos en Nápoles, los textos cartesianos, las obras de Spinoza, Giansenio, Pascal y las expresiones de la cultura tornan en directo contraste con el clero ciudadano, sobre la senda del anticlericalismo napolitano, ya abierta por juristas famosos como Francesco d'Andrea, Giuseppe Valletta y Costantino Grimaldi. Durante el virreinato austriaco, en 1721, Pietro Giannone publica su texto más célebre, la Historia civil del Reino de Nápoles, una importantísima referencia cultural para el Estado napolitano, que deviene célebre en toda Europa (admirada por Montesquieu) por cómo repropone en términos modernos el maquiavelismo y subordina al derecho civil el derecho canónico. Excomulgado por el arzobispo de Nápoles, encontró refugio en Viena, sin poder volver más a Italia meridional. 
Los primeros virreyes austriacos fueron Georg Adam von Martinitz y Virico Daun, seguidos por la administración del cardenal Vincenzo Grimani que, favorable a los círculos anticlericales napolitanos, realizó la primera política de saneamiento financiero, intentando reducir el gasto del gobierno y el secuestro de las rentas de los feudatarios meridionales que, seguido a la ocupación austriaca, eran contumaces. Los virreyes que lo sucedieron (Carlo Borromeo Arese y Daun al segundo mandato) encontraron un leve balance positivo en las entradas del reino, gracias también al saldo de los gastos que las operaciones militares habían irrogado. En 1728 el virrey Michael Friederich Althann instituyó el público Banco de San Carlos, para financiar la iniciativa privada de carácter mercantil, rescatar los títulos de deuda pública y liquidar la mano muerta eclesiástica. El mismo virrey se ganó la enemistad de los jesuitas por haber tolerado la publicación de las obras de los anticlericales  Giannone y Grimaldi.
Un nuevo intento de invasión de Felipe V de España, si bien termina con la derrota de este último, llevó el balance del reino nuevamente al déficit: el problema persistió durante toda la sucesiva dominación austriaca; en 1731 Aloys Thomas Raimund promovió la institución de una Junta de las Universidades para controlar los balances de los pequeños centros de las provincias. Los nuevos catastros fueron obstaculizados por los terratenientes y el clero, que quería sabotear los propósitos del gobierno de gravar los bienes eclesiásticos. El último de los virreyes austriacos, Giulio Borromeo Visconti, vio la invasión borbónica y la consiguiente guerra, dejando sin embargo a los nuevos soberanos una situación financiera mucho mejor respecto a la dejada por los virreyes españoles.

### Los Borbones en las Dos Sicilias

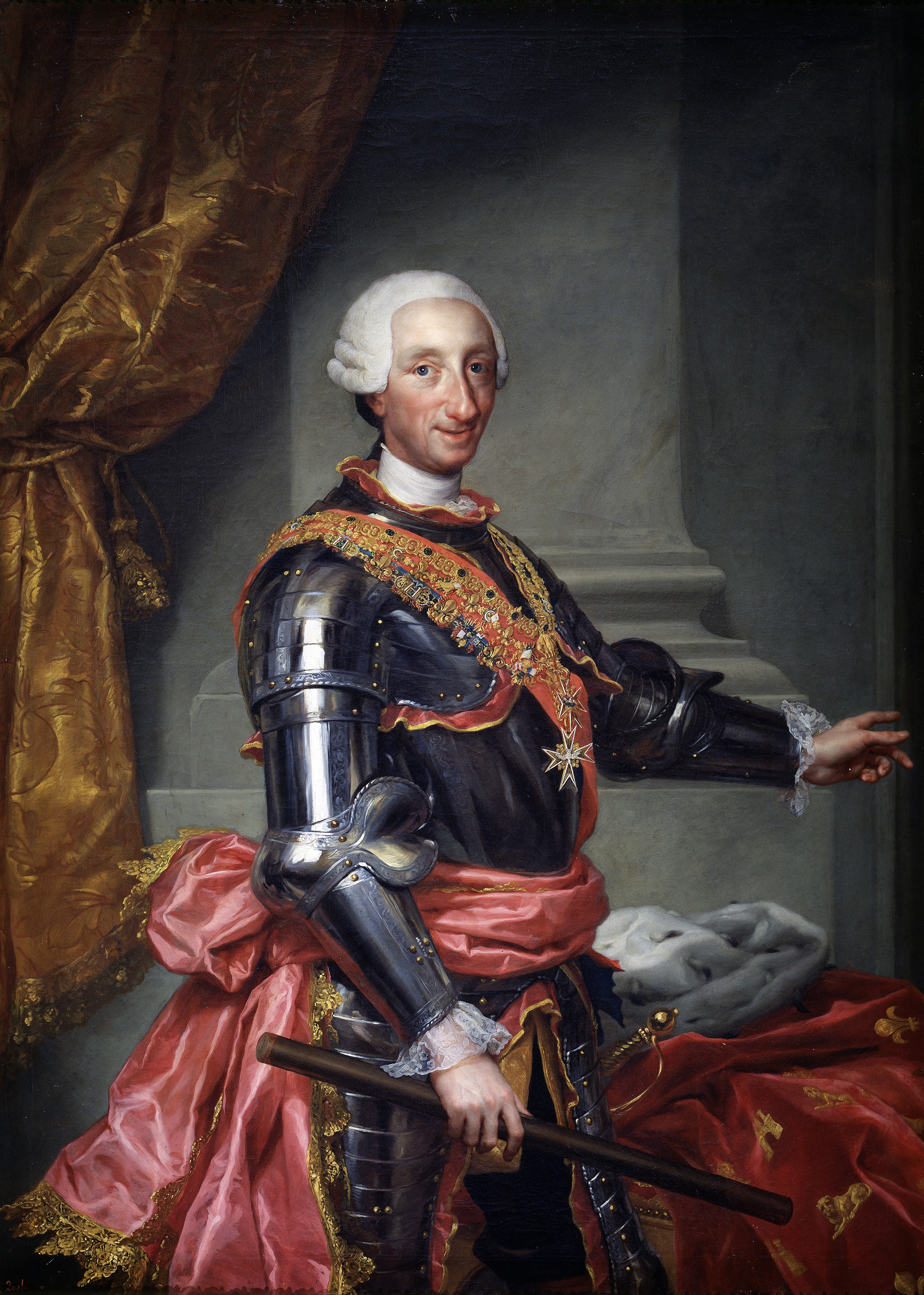
Carlos de Borbón, rey de Nápoles como Carlos VII.

En 1734, Carlos de Borbón, por entonces Duque de Parma y Plasencia e hijo de Felipe V de España, luego de vencer a los austriacos en la guerra de Sucesión polaca, se apoderó de Nápoles con la ayuda española, recuperando el territorio para los Borbones y siendo reconocido muy pronto por Francia (en virtud del Primer Pacto de Familia). En 1737 lo reconocieron también los Estados Pontificios y, a continuación, el resto de los Estados italianos. En el Tratado de Viena de 1738 también Austria lo reconoce como rey, a cambio de su renuncia a los ducados de Parma y Plasencia. 
Carlos VII de Borbón y su esposa María Amalia de Sajonia fueron muy queridos por sus súbditos. Al poco de ser coronado, Carlos VII trajo reformas y modernidad a su nuevo reino, logrando pronto la unidad del pueblo y el favor de este hacia su rey. En 1816, el hijo y sucesor en el trono napolitano de Carlos VII (III de España), Fernando IV, cambió la denominación del reino: Nápoles-Sicilia por Dos-Sicilias.
Finalmente, Francisco II, en el curso del proceso histórico conocido como Risorgimento, y tras perder el apoyo del pueblo y sufrir varias derrotas a manos de los Camisas rojas de Garibaldi, se vio forzado a capitular y entregar sus territorios a Víctor Manuel II de Piamonte-Cerdeña, en 1861, volviéndose este último el nuevo rey de una Italia unificada. Con esta conquista, el Reino de las Dos Sicilias deja de existir como Estado independiente.